# Mac Mall
Mac Mall, de son vrai nom Jamal Rocker, né le 14 juin 1975 à Vallejo en Californie, est un rappeur américain. Il s'impose sur la scène rap californienne au milieu des années 1990. En plus de sa carrière solo, Mac Mall a collaboré avec des artistes de renom comme E-40, 8Ball and MJG, Kokane, Mac Dre et surtout Tupac Shakur qui a réalisé le clip de son premier single, Ghetto Theme.

## Biographie
Mac Mall est l'un des rappeurs qui contribuent à faire connaître la Bay Area sur la scène rap américaine au milieu et à la fin des années 1990. Mac Mall publie son premier album, Illegal Business?, le 12 juillet 1993 sur le label Young Black Brotha. Entièrement produit par Khayree, l'album est considéré comme un « classique » du rap West Coast[réf. nécessaire]. Il atteint la 40e place des Billboard Heatseekers, et la 71e place du Top R&B/Hip-Hop Albums. 
En 1995, il participe à la chanson Dusted and Disgusted d'E-40 et à Friend or Foe de 8Ball and MJG. 
En 1996, il signe un contrat de distribution avec le label Relativity Records, qui publiera par la suite son deuxième album, le mieux accueilli en date de 2015, Untouchable,. Il atteint la 35e place du Billboard 200.
En 1999, Mac Mall fonde son propre label, Sesed Out Records, et publie son troisième album, Illegal Business? 2000, suivi de Immaculate en 2001 et de Mackin Speaks Louder Than Words en 2002. Le label atteint le succès avec Illegal Business? 2000, sans doute grâce au single, Wide Open, qui atteint la 185e du Billboard 200. L'album qui suit, Immaculate, est publié le 20 février 2001, qui fait participer son ancien collaborateur et rappeur Khayree Shaheed. 
Après la publication de l'album Mackin Speaks Louder Than Words, le 30 juillet 2002, il se retire quatre ans avant la publication d'un nouvel album solo. Il se lance dans l'enregistrement d'un nouvel album de Mac Dre, intitulé Da U.S. Open. Dre décède avant la publication de l'album en 2005.
En 2006, Mac Mall revient avec un album solo sur Thizz Entertainment, Thizziana Stoned and the Temple of Shrooms. Perfect Poison, un single issu de l'album, est inclus dans le jeu vidéo Skate. L'album est suivi de Mac to the Future en 2009.
En 2011, Mac Mall annonce l'arrivée d'un nouvel album intitulé The Rebellion Against All There Is. Il s'agit d'un album collaboratif publié aux labels Thizzlamic Records et Young Black Brotha Records. The Rebellion Against All There Is annonce 17 chansons et fait participer Ray Luv, Shima, Boss Hogg, Luiyo La Musico et Latriece Love. Le premier single s'intitule To Live in the Bay.

## Discographie

### Albums studio
- 1993 : Illegal Business?
- 1996 : Untouchable
- 1999 : Illegal Business? 2000
- 2001 : Immaculate
- 2002 : Mackin Speaks Louder Than Words
- 2006 : Thizziana Stoned and the Temple of Shrooms
- 2009 : Mac to the Future
- 2012 : The Rebellion Against All There Is
- 2014 : MACnifacence and MALLiciousness
- 2015 : Legal Business?

### Albums collaboratifs
- 2000 : Beware of Those (avec JT the Bigga Figga)
- 2004 : Illegal Game (avec JT the Bigga Figga)
- 2005 : Da US Open (avec Mac Dre)

### Compilation
- 1999 : Mac Mall Presents the Mallennium Volume 1

### Singles et EPs
- 1994 : Sic Wit Tis
- 1994 : Ghetto Theme
- 1996 : Get Right
- 1999 : Wide Open (CD/Cassette single)